# Gustav Rueb

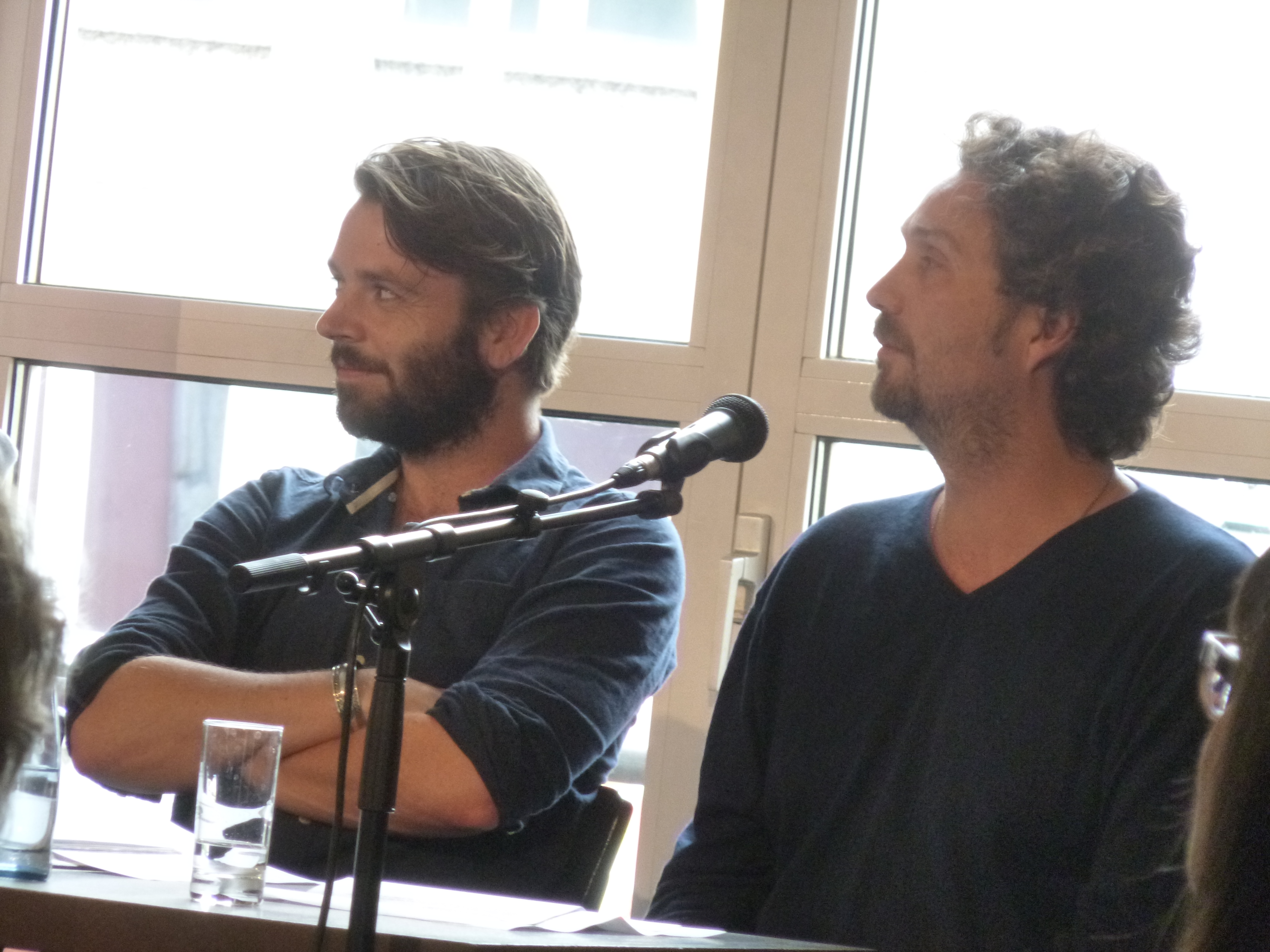
Thomas Meczele und Gustav Rueb (2015)

Gustav Rueb (* 25. Mai 1975 in Zürich) ist ein Schweizer Theaterregisseur.

## Leben und Wirken
Der in Zürich als Sohn des Publizisten Franz Rueb (1933–2021) aufgewachsene Gustav Rueb ging 1995 nach Berlin, wo er Kunstgeschichte und Philosophie an der Humboldt-Universität und an der FU Berlin studierte. Noch vor seinem Abschluss war er am Theater als Assistent von Klaus Michael Grüber und Peter Stein tätig. 2000 begann er als fester Regieassistent am Düsseldorfer Schauspielhaus, u. a. bei Anna Badora, Philip Tiedemann und Jürgen Gosch, zu arbeiten. Später war er Regie-Mitarbeiter Christof Loys an der Oper Frankfurt (für Charles Gounods Faust), an der Deutschen Oper am Rhein und am Staatstheater Stuttgart, gefolgt von Engagements am Teatro Nacional in Lissabon und am Operan in Göteborg.
Seit 2003 ist Rueb freier Regisseur für Sprechtheater und Musiktheater. Für seine Inszenierung der Bakchen von Euripides erhielt er 2009 den Hessischen Theaterpreis für die beste Regie. Neben den Bakchen inszenierte er mit der Hauptdarstellerin Anke Stedingk auch Medea. Zu seinem Antikenzyklus am Staatstheater Kassel zählt weiterhin Euripides’ Alkestis.
Weitere Arbeiten Ruebs als Regisseur sind Ein Kind unserer Zeit mit Prodromos Antoniadis und Steffi Krautz, Flimmern mit Johannes Allmayer, die deutsche Erstaufführung von Dejan Dukovskis Die andere Seite mit Sebastian Hülk und Andrea Cleven, die Uraufführung von Die Reise nach Bugulma mit Johannes Allmayer, Angelika Bartsch und Constanze Becker sowie Giuseppe Verdi Don Carlos und Alkestis. Am Oldenburgischen Staatstheater inszenierte er 2010 Puccinis Tosca. Weitere Inszenierungen führten Rueb an das Staatsschauspiel Dresden, an das Schauspielhaus Bochum und an das Landestheater Tübingen (Faust II). Weitere Arbeiten führten ihn an das Theater Osnabrück, an das Staatstheater Darmstadt und das Saarländische Staatstheater. Als Dozent unterrichtete Rueb am Max-Reinhardt-Seminar in Wien, an der Hochschule für Musik und Theater Rostock und an der Hochschule für Film und Fernsehen Potsdam. 
Von 2021 bis 2025 absolvierte er ein Studium (B. A.) der Kulturwissenschaften an der Fernuniversität Hagen.
Rueb lebt in Berlin und wird vertreten von Artists Management von Beatrice Gilbert.

## Inszenierungen
Auswahl
- 2002: Ein Kind unserer Zeit (Ödön von Horváth)
- 2004: Flimmern (Toshiro Sozue)
- 2005: Die Wände (Jean Genet), Die andere Seite (Dejan Dukovski)
- 2006: Nordost (Torsten Buchsteiner), Don Carlos (Giuseppe Verdi), Die Reise nach Bugulma (Jáchym Topol)
- 2007: Welche Droge passt zu mir (Kai Hensel), Die Laune des Verliebten (Johann Wolfgang von Goethe)
- 2008: Faust II (Goethe), Lieblingsmenschen (Laura de Weck), Phoebus und Pan (Johann Sebastian Bach), Alkestis (Euripides)
- 2009: Die Bakchen (Euripides)
- 2010: Tosca (Giacomo Puccini), Torquato Tasso (Goethe), Die Schwärmer (Robert Musil)
- 2011: Medea (Euripides), Der Freischuss (Luise Rist, Jan-Müller Wieland nach Carl Maria von Webers Freischütz)
- 2013: Dantons Tod (Georg Büchner), Die Jungfrau von Orleans (Friedrich Schiller)
- 2014: In den Alpen (Elfriede Jelinek) am Theater Ingolstadt
- 2015: DSE Hochzeit bei den Cromagnons (Wajdi Mouawad)
- 2016: Parsifal nach Richard Wagner und Tankred Dorst
- 2017: Die Orestie Aischylos (UA der Neu-Übersetzung von Kurt Steinmann)
- 2018: Unterwerfung (Michel Houellebecq)
- 2019: Drift Ulrike Syha (UA am Theater Heidelberg)
- 2019: Othello (Staatstheater Darmstadt)
- 2020: Welcome to Paradise Lost Falk Richter (UA am Staatstheater Kassel)
- 2021: Königin Lear Tom Lanoye (Staatstheater Darmstadt)
- 2022: Don Quijote (Theater Regensburg)
- 2023: Nach dem Essen Simone Kucher (UA am Theater Regensburg)
- 2023: Wilhelm Tell Marcel Luxinger nach Friedrich Schiller (UA am Staatstheater Darmstadt)

## Auszeichnungen
- 2009: Hessischer Theaterpreis für Beste Regie